# Єлеуса

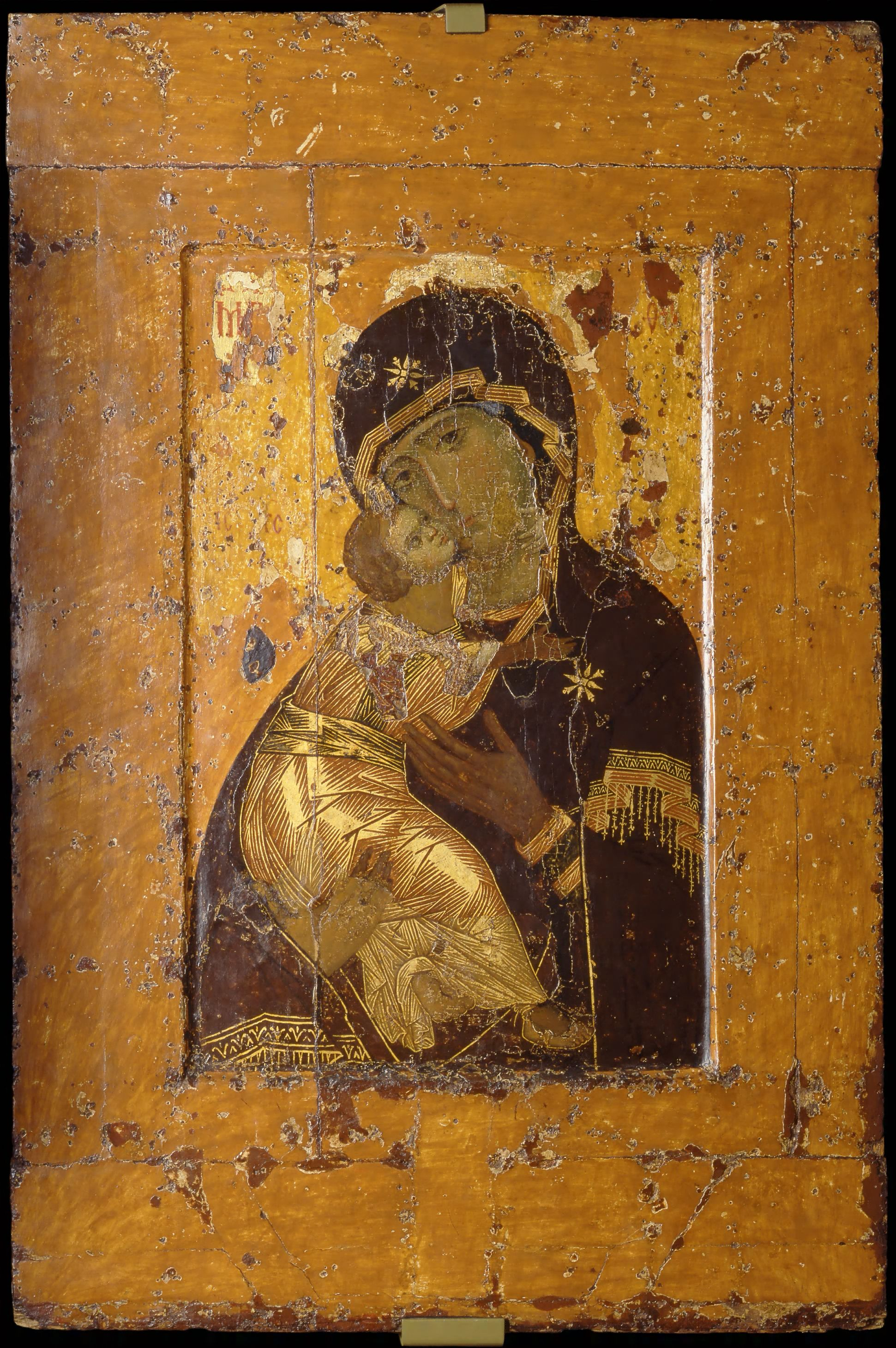
Вишгородська ікона Божої Матері (Можливо Аліпій Печерський)

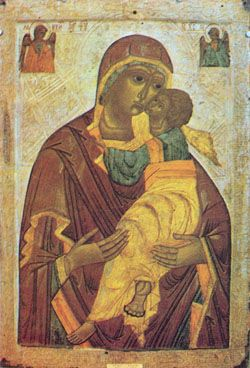
Ікона БОГОМАТІР ЕЛЕУСА, ХV ст., ТЕМПЕРА, с. ДОРОСИНІ (ВОЛИНСЬКИЙ МАЙСТЕР)

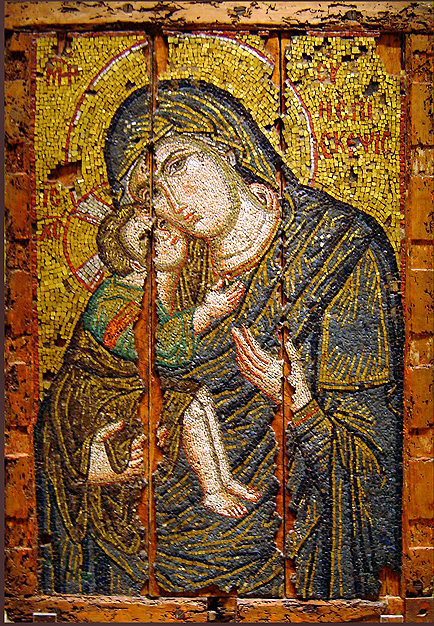
XIII століття Візантія Елеуса мозаїка, Афіни

Елеу́са або Замилування (від грец. Ελεούσα — милостива, розчулення, ніжність, виявлення милосердя від έλεος — милосердя) — один із основних типів зображення Божої Матері. Іконографічний тип зображує Богоматір з Ісусом на руці, який обіймає Її за шию, і лики Їх зближені, щока до щоки. У Західній церкві цей тип часто називають Дівою Ніжності.

## Опис
Зображення «Богоматері Елеуси» не має текстової основи. Воно не співвідноситься ні з книгами Святого Письма, ні з Акафістом Божої Матері. Одна з найбільш ранніх ікон «Елеуси» (VII–VIII ст.) знаходиться в церкві Санта Марія Антиква у Римі. У Візантії тип «Розчулення» з'являється пізніше, в ХІ–ХІІ століттях.
Існують дві версії поступового розвитку іконографії Богоматері-Єлеуси, з яких одна була найбільш чітко сформульована дослідником В. Н. Лазарєвим:
1. прототип сидячої, або що менш вірогідніше, стоячої Одигітрії;
2. ікона «Умиління» на весь зріст, де Богоматір стоїть, або ж сидить;
3. поясна ікона «Умиління»;
4. Дитя сидить на колінах Божої Матері, яка воссідає на троні[2]

Тобто Лазарєв доводить, що іконографічний тип Єлеуси розвинувся з іншого типу богородичної ікони — Одигитрії.
В той час окремими вченими була запропонована інша концепція загальної еволюції іконографічного типу Єлеуси. Так відомий російський вчений Грабар І. Н. а згодом Етінгоф О. Е. на основі аналізу Вишгородської Богоматері виявили, що протооригінал відомої ікони міг зображати Богоматір з Дитям, яке стоїть на її колінах, з чим збігається і формулювання прототипу Єлеуси у Лазарєва.

## Типи

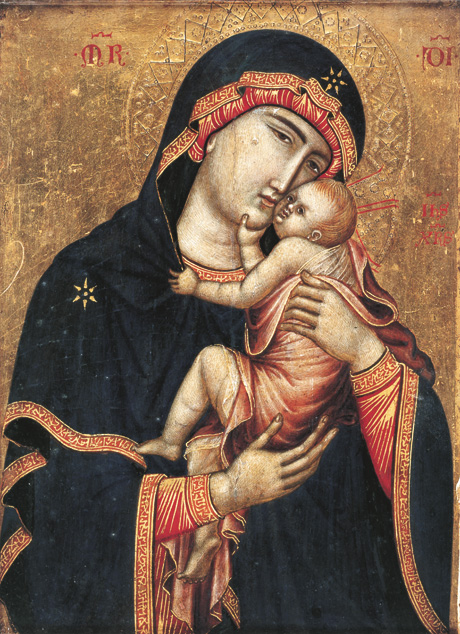
Камбрійська Мадонна, невідомий автор, бл. 1340. Копія елеуси італо-візантійського типу з собору Камбре.

М. П. Лихачов виділяв в «Розчуленні» три види зображень:
1. звичайне;
2. з рукою Немовля вкладеної в руку Матері («Братська Київська»);
3. «заграла» — Мати з граючим Немовлям на руках; цей вид вважається іконографічним нововведенням XIII століття, яке з Візантії було занесене до Сербії, потім у Молдавію, а звідти — в Київську Русь.[1]

Приклади основного типу «Елеуси» на Заході і Сході: мініатюра Псалтиря монастиря Іантократора на Афоні 1084–1101 років; мініатюра Псалтиря Гамильтона XIII століття.
Різновидом іконографічного зображення Елеуса є Глікофілуса (грец. Γλυκοφιλούσα — Солодко любяча або Солодке цілування). До цього типу належить Самбірська ікона, на якій є характерний жест, — немовля тримає за щоку чи підборіддя Богородицю.
Взиграніє, або Загравання — іконописний тип, де немовля Ісус заграє з Матір'ю, торкаючись своєю рукою щоки матері. В. Лазарєв називає такий іконописний тип «особливим видом Єлеуси».
Найдревніші пам'ятки архітектури цього типу Богородичної ікони: сирійська мініатюра до Книги псалмів (1203 р.) у Британському музеї.

## Період Київської Русі
Найвідоміша з візантійських ікон, принесених на Русь з Константинополя у XII ст. і тут прославилася чудотворениями, була Вишгородська ікона Божої Матері або знана теж як «Богоматір Володимирська». До 1155 року ікона була однією з головних святинь України-Русі. Святий образ був надзвичайно шанований у Вишгороді і по всій Русі. Зберігався там в жіночому монастирі. Згідно літописів цього ж року ікону викрав Андрій Боголюбський разом з родичами боярами Кучковичами, які пізніше його зрадили та вбили.
Біля ікони відбувалися неймовірні чуда і сила паломників з усієї країни приходила вклонитися Вишгородській Богородиці Ніжності.
За радянських часів і до 1999 року ікона Вишгородської (Володимирської) Богородиці зберігалася у Третьяковській галереї.
Потім її передали церкві. Але під час передачі святині в руки патріарху Алексію образ несподівано тріснув. Очевидці стверджують, що один з ієрархів церкви на це промовив: «На жаль, Богородиця вже не з нами».

## Шанування в Україні
Глибоко ліричний мотив Елеуси, в якому усвідомлювався народний ідеал самовідданої материнської любові, набув поширення у давньоукраїнському мистецтві, і зокрема, в різьбленій іконі.
Найчастіше на теренах України зустрічаються твори із зображеннями Богородиці Елеуси з немовлям на лівій руці (шиферна іконка з розкопок у Києві (XII ст.); глиняна іконка з с. Сахнівка на Київщині (район Канева); київська двобічна шиферна іконка із колишньої зб. М. С. Большакова. Стояча Елеуса з немовлям на лівій руці відображена на невеличкій бронзовій іконці з Давнього Галича (XIII ст.). Щоправда, серед творів давньоукраїнської металопластики зустрічаються й варіанти Елеуси з маленьким Христом на правій руці (хрести, енколпіони, змієвики (XII ст.)
Малярські традиції княжих часів знайшли продовження у піднесених образах Богородиці з Дитям, що належать до XV–XVI ст.: «Богородиця Елеуса» кінця XV — початку XVI ст. із храму Святого апостола Луки в с. Доросині Рожищенського району Волинської області (Львівська національна галерея мистецтв імені Бориса Возницького).
Іконописний тип Елеуса став популярним насамперед серед риботицьких малярів.
Наприклад у фондовій колекції Національний історико-етнографічний заповідник «Переяслав» знаходиться копія Вишгородської ікони Божої Матері кін. ХІХ — поч. ХХ ст. (інв. № І-445 КН-40389). Образ у дерев'яному окладі під склом, декорований позолоченою фольгою, з якої тиснені шати і тло ікони, а також в кутах утворені букети та німб навколо голів Матері Божої та Немовляти Ісуса Христа.
Найвідомішими іконами із зображенням Богородиці типу Елеуса початку XVIII століття є «Богоматір» волинського іконописця Й. Кондзелевича (Білостоцький Хрестовоздвиженський монастир) та «Богородиця Братська» (Нікопольська Свято-Покровська церква).
В другій половині XVIII ст. на півночі Сумського полку, в іконостасах церков Суджанської сотні, отримала поширення ікона Божої Матері Пасівсько-Цареградська (тип Елеуса).

## Сьогодення
При Українському католицькому уніреситеті працює школа сучасного іконопису «Радруж», де творчі молоді люди, художники, митці працюють в тому числі і над написанням образів іконописного типу Елеуса. Оригіналом служить ікона Богородиці з Дитятом (Елеуса), що походить із середини XIV ст., села Лісковате, тепер — Польща. Ці ікони постійно перебувають у музейній експозиції Національного музею Шептицького у Львові.